# Edith Andreae
Edith Andreae, geb. Rathenau, (* 18. Januar 1883 in Berlin; † 1952 in Zürich, Schweiz) war eine deutsche Salonnière. Sie erlangte vor allem als Nachlassverwalterin und Herausgeberin der Werke ihres Bruders Walther Rathenau Bedeutung. 

## Leben
Edith Andreae kam 1883 als einzige Tochter des deutsch-jüdischen Industriellen Emil Rathenau und seiner Ehefrau Mathilde Rathenau, geborene Nachmann, in Berlin zur Welt. Sie war die jüngere Schwester des Politikers Walther Rathenau und des Industriellen Erich Rathenau. Am 10. Februar 1902 heiratete sie den Bankier Fritz Andreae, Sohn der Salonnière Bertha von Arnswaldt. 
In ihrer Jugend verbrachte Edith Andreae viel Zeit mit der Tochter des „bedeutenden Mathematikers Pringsheim“ – der später verheirateten Katia Mann.
Der Ehe entstammen vier Töchter, darunter die spätere Schriftstellerin Ursula von Mangoldt-Reiboldt.
Im Jahr 1913 zog die Familie in die Villa Andreae in Grunewald. Hier unterhielt Andreae eine „anspruchsvolle Geselligkeit mit hohem Niveau“, womit es ihr als einer der wenigen Frauen der 1920er Jahre gelang, „die Salongeselligkeit wiederzubeleben [und] führende Künstler, Literaten und Gelehrte ihrer Zeit um sich zu versammeln“. Sie galt als „die intellektuellste Frau in Berlin“, war eine Förderin Max Reinhardts und mit zahlreichen Intellektuellen ihrer Zeit, darunter Hugo von Hofmannsthal, Gerhart Hauptmann und Thomas Mann, befreundet. Auch Politiker wie Friedrich Ebert zählten zu den Gästen ihres Salons, in dem unregelmäßig auch Konzerte stattfanden und Vorträge gehalten wurden. Die junge Ursula Herking fand bei Edith Andreae Unterstützung, da diese mit ihrer verstorbenen Mutter befreundet gewesen war.
Nach der Ermordung Walther Rathenaus 1922 wurde sie Verwalterin und Herausgeberin seines politischen und literarischen Nachlasses. Sie war nach Rathenaus Ermordung Besitzerin von Schloss Freienwalde, das sie 1926 dem damaligen Landkreis Oberbarnim schenkte, sodass das Schloss zu einer Gedenkstätte für Rathenau umgebaut werden konnte. Zudem wirkte sie als Kuratoriumsmitglied der Walther-Rathenau-Stiftung, die 1939 aufgelöst wurde. 
Während der Zeit des Nationalsozialismus musste die Familie zunächst 1938 das Haus in Grunewald aufgeben und zog in das frühere Haus Walther Rathenaus in der Koenigsallee 65. Sie erhielten die Ausreisegenehmigung und emigrierten 1939 in die Schweiz. Die Familie ließ sich in Zürich nieder, wo Fritz Andreae 1950 starb. Edith Andreae starb zwei Jahre darauf 1952.